# Ronde van Slovenië 2000
De wielerwedstrijd Ronde van Slovenië 2000 (Sloveens: "Dirka po Sloveniji 2000") werd verreden van dinsdag 16 mei tot en met zondag 21 mei in Slovenië. Het was de zevende editie van de rittenkoers, die in 2005 deel ging uitmaken van de UCI Europe Tour (categorie 2.1). De ronde telde vijf etappes, voorafgegaan door een proloog van 2,2 kilometer door de straten van Novo mesto. Aan deze editie deden geen Belgische renners mee, wel de Nederlandse amateurploeg Rietveld Wielerteam 2000 met vijf Nederlandse en een Amerikaanse renner(s): Andy Knijpinga, Marco van Meurs, Jacco Helmink, Camiel Soesbergen,  Jorne Videler en Wesley Seigler (USA).

## Klassementsleiders
| Etappe      | Winnaar           | Algemeen        | Punten          | Berg           | Jongeren     | Sprint            | Ploegen                |
| ----------- | ----------------- | --------------- | --------------- | -------------- | ------------ | ----------------- | ---------------------- |
| 0           | László Bodrogi    | László Bodrogi  | ??              | niet toegekend | ??           | ??                | KRKA–Telekom Slovenije |
| 1           | Christian Weber   | Christian Weber | Christian Weber | Radek Blahut   | Marko Žepič  | Camiel Soesbergen | KRKA–Telekom Slovenije |
| 2           | Dario David Cioni | Christian Weber | ??              | ??             | ??           | Dario David Cioni | ??                     |
| 3           | Uroš Murn         | Boris Premužič  | ??              | ??             | ??           | ??                | ??                     |
| 4           | Mitja Mahorič     | Mitja Mahorič   | Mitja Mahorič   | Mitja Mahorič  | Matej Gnezda | Uroš Murn         | KRKA–Telekom Slovenije |
| 5           | Seweryn Kohut     | Martin Derganc  | Mitja Mahorič   | Mitja Mahorič  | Matej Gnezda | Uroš Murn         | KRKA–Telekom Slovenije |
| Eindstanden | Eindstanden       | Martin Derganc  | Mitja Mahorič   | Mitja Mahorič  | Matej Gnezda | Uroš Murn         | KRKA–Telekom Slovenije |

## Etappe-uitslagen

### Proloog
| Novo mesto – Novo mesto (2,2 km) |                 |                     |          |
| Plaats                           | Naam            | Ploeg               | Tijd     |
| Winnaar                          | László Bodrogi  | Mapei-Quick Step    | 0u02'23" |
| 2                                | Christian Weber | KIA-Villiger Suisse | +00' 01" |
| 3                                | Matija Kotnik   | Perutnina Ptuj      | +00' 02" |

### 1e etappe
| Čatež – Radenci (198 km) |                 |                        |          |
| Plaats                   | Naam            | Ploeg                  | Tijd     |
| Winnaar                  | Christian Weber | KIA-Villiger Suisse    | 4u37'00" |
| 2                        | Alexandre Moos  | KIA-Villiger Suisse    | +00' 32" |
| 3                        | Boris Premužic  | KRKA-Telekom Slovenije | z.t.     |

### 2e etappe
| Radenci – Beltinci (166 km) |                |                        |          |
| Plaats                      | Naam           | Ploeg                  | Tijd     |
| Winnaar                     | Dario Cioni    | Mapei-Quick Step       | 3u55'34" |
| 2                           | Boštjan Mervar | KRKA-Telekom Slovenije | z.t.     |
| 3                           | Matej Marin    | Perutnina Ptuj         | z.t.     |

### 3e etappe
| Slovenska Bistrica – Ljubljana (161 km) |               |                        |          |
| Plaats                                  | Naam          | Ploeg                  | Tijd     |
| Winnaar                                 | Uroš Murn     | KRKA-Telekom Slovenije | 3u55'47" |
| 2                                       | Mitja Mahorič | Perutnina Ptuj         | z.t.     |
| 3                                       | Igor Kranjec  | Perutnina Ptuj         | +02' 24" |

### 4e etappe
| Ribnica – Mangart (150 km, 204 km) |                     |                        |          |
| Plaats                             | Naam                | Ploeg                  | Tijd     |
| Winnaar                            | Mitja Mahorič       | Perutnina Ptuj         | 3u39'49" |
| 2                                  | Martin Derganc      | KRKA-Telekom Slovenije | z.t.     |
| 3                                  | Vladimir Miholjević | KRKA-Telekom Slovenije | z.t.     |

### 5e etappe
| Nova Gorica – Novo mesto (187 km) |                |                           |          |
| Plaats                            | Naam           | Ploeg                     | Tijd     |
| Winnaar                           | Seweryn Kohut  | Amore & Vita-Bosch        | 4u28'54" |
| 2                                 | Petr Herman    | PSK Unit Expert-Steirmark | +00' 46" |
| 3                                 | Charles Dionne | Team Canada               | z.t.     |

## Eindklassementen

### Algemeen klassement
| Plaats    | Naam                | Ploeg                  | Tijd      |
| --------- | ------------------- | ---------------------- | --------- |
| Gele trui | Martin Derganc      | KRKA-Telekom Slovenije | 20u43'10" |
| 2         | Vladimir Miholjević | KRKA-Telekom Slovenije | +00' 16"  |
| 3         | Boris Premužic      | KRKA-Telekom Slovenije | +01' 06"  |
| 4         | Sylvain Beauchamp   | Team Canada            | +01' 34"  |
| 5         | Mitja Mahorič       | Perutnina Ptuj         | +01' 42"  |
| 6         | Brian Walton        | Team Canada            | +01' 55"  |
| 7         | Christian Weber     | KIA-Villiger Suisse    | +02' 04"  |
| 8         | Eddy Ratti          | Mapei-Quick Step       | +02' 50"  |
| 9         | Alexandre Moos      | KIA-Villiger Suisse    | +03' 21"  |
| 10        | Seweryn Kohut       | Amore & Vita-Bosch     | +04' 16"  |

### Puntenklassement
| Plaats      | Naam           | Ploeg                  | Punten |
| ----------- | -------------- | ---------------------- | ------ |
| Blauwe trui | Mitja Mahorič  | Perutnina Ptuj         | 54     |
| 2           | Martin Derganc | KRKA-Telekom Slovenije | 42     |
| 3           | Dario Cioni    | Mapei-Quick Step       | 41     |

### Bergklassement
| Plaats        | Naam           | Ploeg                  | Punten |
| ------------- | -------------- | ---------------------- | ------ |
| Bolletjestrui | Mitja Mahorič  | Perutnina Ptuj         | 25     |
| 2             | Uroš Murn      | KRKA-Telekom Slovenije | 15     |
| 3             | Alexandre Moos | KIA-Villiger Suisse    | 12     |

### Jongerenklassement
| Plaats     | Naam          | Ploeg          | Tijd      |
| ---------- | ------------- | -------------- | --------- |
| Witte trui | Matej Gnezda  | Perutnina Ptuj | 20u54'07" |
| 2          | Matej Stare   | Sava Kranj     | +01' 05"  |
| 3          | Matija Kotnik | Perutnina Ptuj | +04' 54"  |

### Sprintklassement
| Plaats      | Naam          | Ploeg                  | Punten |
| ----------- | ------------- | ---------------------- | ------ |
| Groene trui | Uroš Murn     | KRKA-Telekom Slovenije | 18     |
| 2           | Mitja Mahorič | Perutnina Ptuj         | 13     |
| 3           | Gregor Zagorc | KRKA-Telekom Slovenije | 11     |

1993 · 1994 · 1995 · 1996 · 1997 · 1998 · 1999 · 2000 · 2001 · 2002 · 2003 · 2004 · 2005 · 2006 · 2007 · 2008 · 2009 · 2010 · 2011 · 2012 · 2013 · 2014 · 2015 · 2016 · 2017 · 2018 · 2019 · 2020 · 2021 · 2022 · 2023 · 2024